# 柏尾川

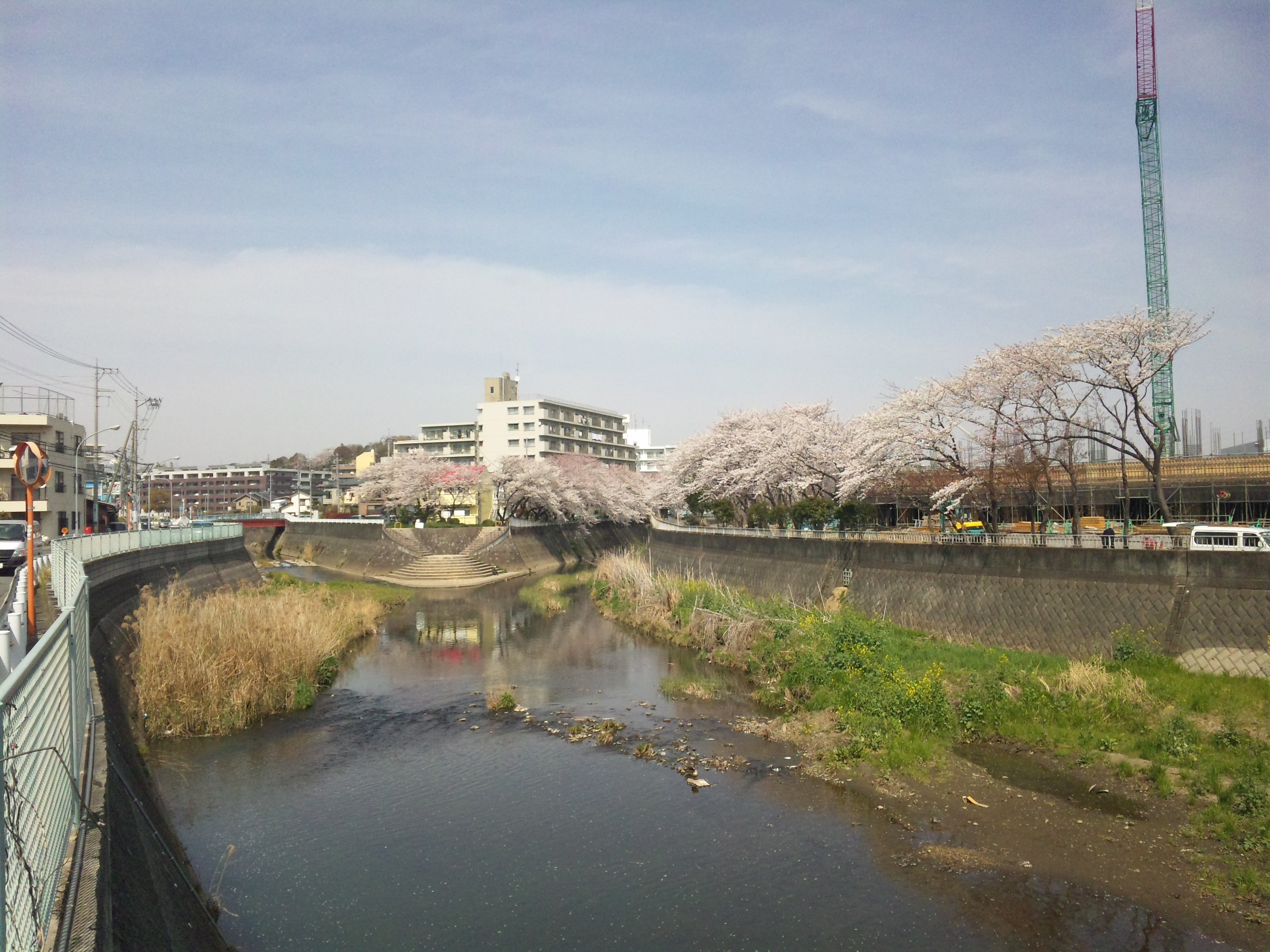
阿久和川（左）平戸永谷川（右）合流点

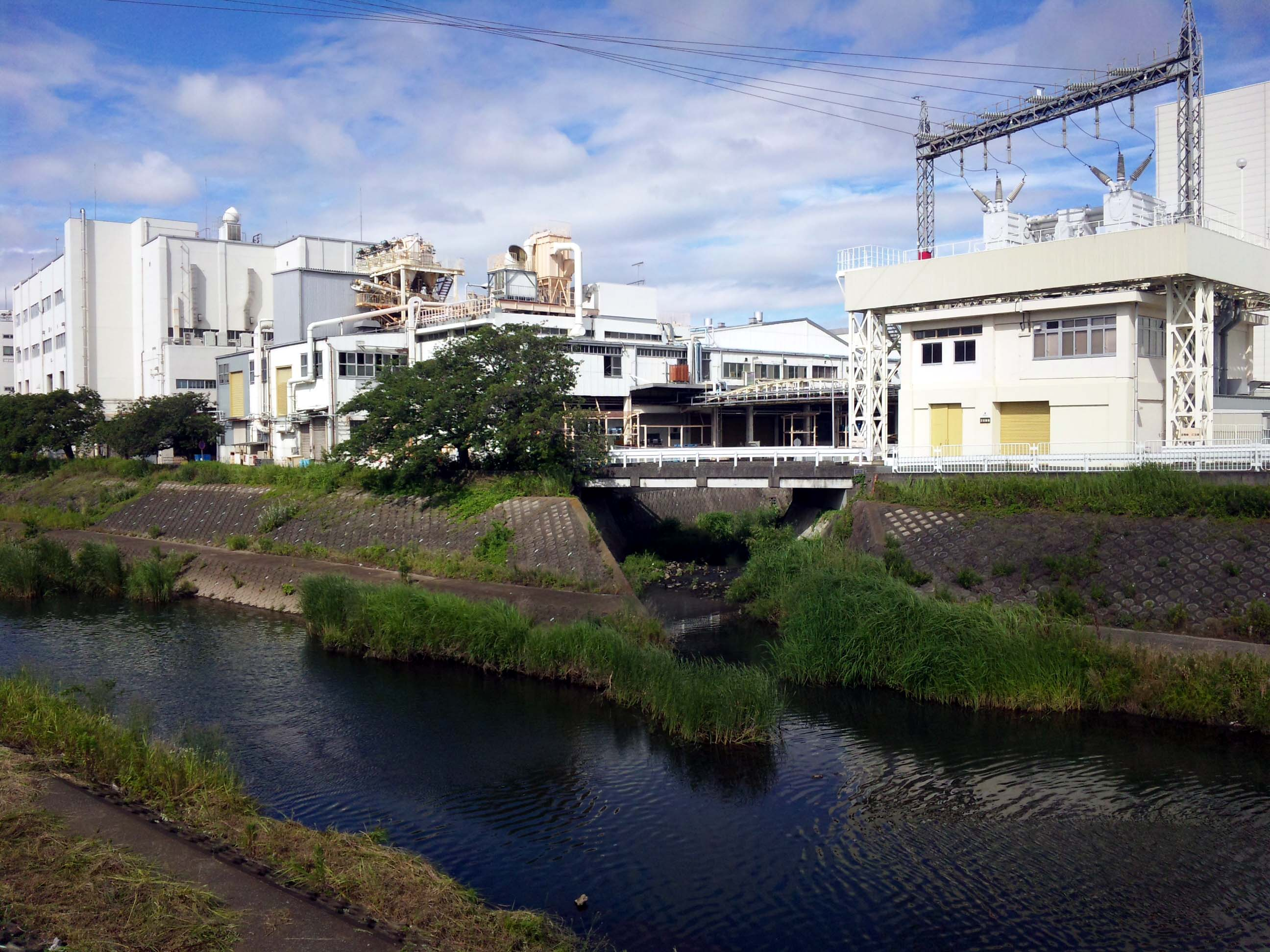
柏尾川と舞岡川の合流点

柏尾川（かしおがわ）は、神奈川県南部を流れる二級河川。境川の支流である。戸部川とも呼ばれる。全長は戸塚区柏尾町から藤沢市川名で境川と合流するまでの約11km、流域面積は約84km2。

## 地理
源流である戸塚区の周囲の区から流れる複数の小川のうち港南区から流れる平戸永谷川（ひらどながやがわ）と瀬谷区から流れる阿久和川（あくわがわ）が合流する戸塚区柏尾町付近から柏尾川の名称に変わる。戸塚駅付近より大船駅付近までJR東海道本線沿いを流れ、手広付近までは神奈川県道304号腰越大船線にほぼ平行に沿う。手広付近からは神奈川県道32号藤沢鎌倉線を藤沢駅方向に流れ、藤沢市川名で境川に合流する。
流域は工場や宅地が数多く立ち並んでいるため、高度経済成長期ごろになると大量の工場排水・生活排水が川に流れるようになった。このため川はヘドロで淀み、夏場になると悪臭が漂うドブ川となっていたが、下水処理網の整備が進んだことなどにより近年では川鳥や川魚が生息できるような状態に改善されている。
戸塚駅から大船駅までの堤防には、江戸時代から続く桜並木があり、地域住民の憩いの場となっている。

## 流域の自治体
神奈川県
横浜市戸塚区、栄区、鎌倉市、藤沢市

## 支流
- 東側
  - 大塚川
    - 手広川
      - 片岡川

    - 笛田川 - 夫婦池
    - 殿入川

  - 新川(準用)
  - 梶原川
  - 寺分川
  - 町屋川
  - 台川
    - 倉久保川
      - 山崎川

  - 小袋谷川(準用)
    - 西瓜川
    - 明月川
    - 梅田川

  - 砂押川(準用) - 散在ヶ池
    - 岩瀬川

  - 㹨川(2級)
    - 洗井沢川
    - 稲荷川（矢沢堀）
    - 瀬上沢

  - 飯島川
  - 舞岡川(2級・準用)
  - 平戸永谷川(2級)
    - 馬洗川
    - 芹谷川(準用)
    - 川上川(準用)
    - 平戸川(準用)
- 西側
  - 植木川
  - 花ノ川
  - 関谷川・大面川
  - 阿久和川(2級)
    - 子易川
    - 名瀬川(2級)

## 生物
水質汚濁によって一時魚が見られなくなっていた柏尾川だが、工場廃水・生活廃水の減少にともない、まずコイやフナ（下流部にはハゼ・ボラ）といった、比較的水質汚染に耐性のある魚が多く繁殖した。長年にわたるメダカやオイカワなどの放流によってこれらの魚も次第に定着し、近年ではさらなる水質の改善に伴ってアユ、スズキの遡上も見られるようになった。
他にウナギ、ナマズ、モツゴ（モロコ、クチボソ）、ドジョウなどが魚類では確認されている。
甲殻類では、アメリカザリガニ、スジエビ、ヌマエビ、テナガエビなどがいる。
両生類・爬虫類としては、ウシガエル、アマガエル、ミシシッピーアカミミガメ、クサガメなどが繁殖している。
水質の改善によって魚が生息するようになると、それらをエサにする鳥達も集まるようになった。柏尾川では1990年代頃からサギ類やカモ類などの水鳥が頻繁に見られるようになり、少数ながらカワセミも見られる。河口部ではカモメなども数多く見られる。
絶滅危惧Ⅱ類に指定され、千葉、神奈川、高知、宮崎の4県のみに生育するアカバナ科の多年草「ミズキンバイ」の自生地となっている。ミズキンバイが自生する都市河川は、全国でも柏尾川のみである。

## 災害
柏尾川は、大雨が降るたびに氾濫し、また晴天が数日つづくと干上がってしまい流域の住民を困らせていたが、近世以降に度々行われた治水工事によって次第に水害・干害は減少していった。
しかし1955年ごろから始まる周辺地域の急速な宅地化によって、それまで水を蓄えていた水田・森林が減少すると、柏尾川の保水能力は低下し再び氾濫が頻発するようになった。1976年の台風17号の集中豪雨による氾濫では、近隣の矢部団地へ濁水が流れ込みボートで救出活動が行われたこともあった。
対策として1965年ごろより遊水地（栄区）の設置や川幅の拡張、川底の浚渫などさらなる治水環境の整備がたびたび行われたため、1982年以降大きな氾濫は絶える事になる。
久しく水害とは縁のなかった柏尾川だったが、2004年10月9日に関東地方を襲った台風22号では、低地となっている大船駅周辺など広い範囲で氾濫を起こし大きな被害を残した。2014年10月6日に襲った台風18号では、柏尾川の避難判断水位を超え、「内水はん濫」の状態となり大船駅東口周辺など10件の道路冠水が発生、横浜市営地下鉄ブルーライン戸塚駅が浸水し、鉄道各社も大幅な遅延や運休が生じ多大な被害を起こした。このため地域住民からは治水対策の見直しを訴える声も聞かれた。